# Reading

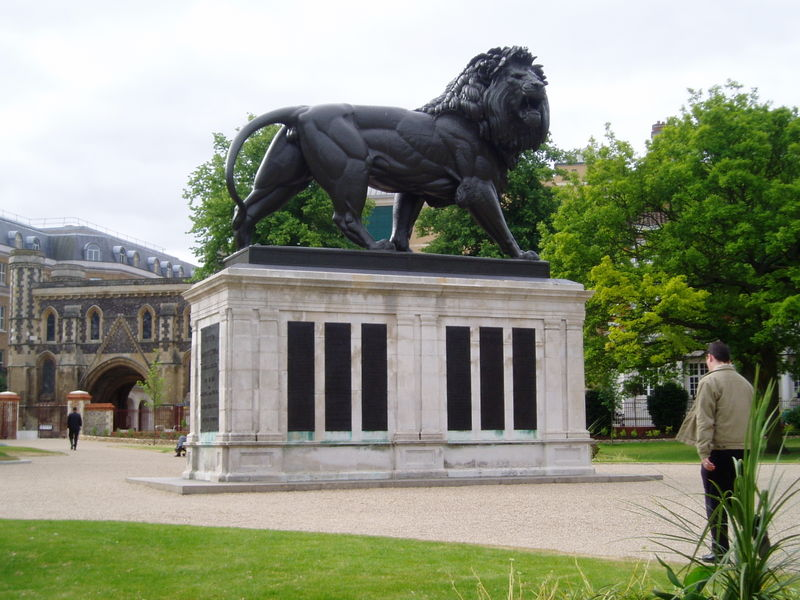
Lew w ogrodach Forbury, nieoficjalny symbol Reading

Reading (wym. /ˈrɛdɪŋ/) – miasto w Wielkiej Brytanii (Anglia), dawny ośrodek administracyjny hrabstwa Berkshire, w dystrykcie (unitary authority) Reading, nad Tamizą. W 2021 roku miasto liczyło 203 795 mieszkańców.

## Historia
Reading jest wspomniane w Domesday Book (1086) jako Radinges/Red(d)inges.

## Gospodarka
W mieście rozwinął się przemysł spożywczy, maszynowy, metalowy, poligraficzny oraz ceramiczny.

## Oświata
W mieście mają siedzibę dwa uniwersytety. University of Reading, utworzony w 1892 roku jako filia Uniwersytetu Oksfordzkiego, stał się niezależną instytucją w 1926 roku, a w 1949 zajął swą obecną siedzibę w kampusie Whiteknights.
Drugim uniwersytetem jest University of West London (istniejący jako szkoła wyższa od 1860, a jako uniwersytet od 1992), którego część znajduje się w Reading, dwie pozostałe natomiast w pobliskich miastach Slough i Ealing.

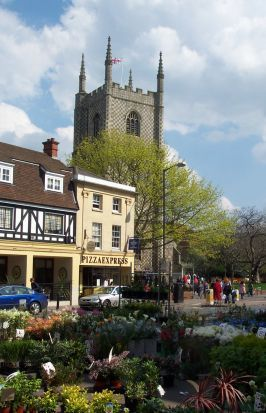
Kościół Matki Bożej (St. Mary’s Church) w Reading

## Sport
Miasto posiada klub piłkarski Reading F.C., którego właścicielem jest John Madejski.
Od 2006 r. w żużlowej Elite League startuje klub Reading Racers, który w pierwszym sezonie startów zdobył srebrny medal mistrzostw Wielkiej Brytanii.

## Festiwal
Reading jest miejscem największego z istniejących do tej pory starych festiwali muzycznych. Festiwal został po raz pierwszy zorganizowany przez Harolda Pendletona w 1961 r. pod nazwą „National Jazz Festival”. Pod zmieniającymi się nazwami i rozszerzaną ofertą stylów muzycznych festiwal przetrwał do dziś jako Reading Festival.

## Miasta partnerskie
- Düsseldorf
- Clonmel
- San Francisco Libre
- Speightstown